# Бряза
Бряза (рум. Breaza) — місто у повіті Прахова в Румунії. Адміністративно місту підпорядковані такі села (дані про населення за 2002 рік):
- Ірімешть (41 особа)
- Бряза-де-Жос (1968 осіб)
- Бряза-де-Сус (10275 осіб)
- Валя-Тирсей (1189 осіб)
- Гура-Белієй (1030 осіб)
- Ністорешть (931 особа)
- Поду-Вадулуй (1734 особи)
- Поду-Корбулуй (289 осіб)
- Сурдешть (221 особа)
- Фресінет (521 особа)

Місто розташоване на відстані 90 км на північ від Бухареста, 39 км на північний захід від Плоєшті, 52 км на південь від Брашова.

## Населення
За даними перепису населення 2002 року у місті проживали 18 199 осіб.
Національний склад населення міста:
| Національність   | Кількість осіб | Відсоток |
| ---------------- | -------------- | -------- |
| румуни           | 18163          | 99,8%    |
| угорці           | 12             | 0,1%     |
| цигани           | 4              | < 0,1%   |
| німці            | 4              | < 0,1%   |
| росіяни-липовани | 3              | < 0,1%   |
| серби            | 2              | < 0,1%   |
| греки            | 2              | < 0,1%   |
| італійці         | 2              | < 0,1%   |
| вірмени          | 2              | < 0,1%   |
| турки            | 1              | < 0,1%   |
| болгари          | 1              | < 0,1%   |
| євреї            | 1              | < 0,1%   |
| поляки           | 1              | < 0,1%   |

Рідною мовою назвали:
| Мова       | Кількість осіб | Відсоток |
| ---------- | -------------- | -------- |
| румунська  | 18174          | 99,9%    |
| угорська   | 9              | < 0,1%   |
| польська   | 4              | < 0,1%   |
| італійська | 3              | < 0,1%   |
| німецька   | 2              | < 0,1%   |
| російська  | 2              | < 0,1%   |
| сербська   | 2              | < 0,1%   |
| турецька   | 1              | < 0,1%   |
| болгарська | 1              | < 0,1%   |

Склад населення міста за віросповіданням:
| Релігія            | Кількість осіб | Відсоток |
| ------------------ | -------------- | -------- |
| православні        | 18008          | 99,0%    |
| бретрени           | 54             | 0,3%     |
| адвентисти         | 49             | 0,3%     |
| римо-католики      | 42             | 0,2%     |
| греко-католики     | 12             | 0,1%     |
| баптисти           | 7              | < 0,1%   |
| лютерани           | 7              | < 0,1%   |
| атеїсти            | 7              | < 0,1%   |
| п'ятдесятники      | 5              | < 0,1%   |
| старообрядці       | 2              | < 0,1%   |
| реформати          | 1              | < 0,1%   |
| мусульмани         | 1              | < 0,1%   |
| юдеї               | 1              | < 0,1%   |
| не вказали релігію | 2              | < 0,1%   |

## Зовнішні посилання
- Дані про місто Бряза на сайті Ghidul Primăriilor